# Lais la Jove
Lais la Jove (en grec antic Λαίς) fou la filla de Timandra, que havia estat amant d'Alcibíades. Era una hetera de grega d'extraordinària bellesa, que va viure al final del segle v aC. Va néixer a Hícara (Hiccara) a Sicília.
Segons alguns relats, a l'edat de 7 anys va ser raptada per una expedició atenenca a Sicília i portada a Corint, segons diu Plutarc. Era contemporània i rival de Frine (Phyrne). Poques coses se saben de la seva vida, excepte la famosa anècdota que explica Ateneu de Nàucratis. Diu que l'orador Demòstenes volia passar la nit amb ella i li va oferir mil dracmes, però que quan Lais el va veure n'hi va demanar deu mil. En canvi va passar la nit amb Diògenes de franc. Es va enamorar d'un tessali de nom Hippoloc o Hipostrat i va anar amb ell a Tessàlia. Es diu que algunes dones geloses de la seva bellesa la van atreure a un temple d'Afrodita i allí la van lapidar, segons Pausànias. Segons uns escolis a Aristòfanes, es va produir una pesta, que no va acabar fins que no es va dedicar un temple a Afrodita Άνόσια (no enterrada). Llavors van enterrar Lais a la vora del riu Peneu. Ateneu de Nàucratis va conservar la inscripció que hi havia a la seva tomba.